# Estádio Guanahyro Fraga Motta

O Estádio Guanahyro Fraga Motta, conhecido como Campo do Ribeiro Junqueira, é um estádio de futebol localizado na cidade de Leopoldina, no estado de Minas Gerais e tem capacidade para aproximadamente 2.000 pessoas
[ligação inativa]. Pertence ao Esporte Clube Ribeiro Junqueira.